# کالوگا ۸۱۵۰
سیارک ۸۱۵۰ (به انگلیسی: 8150 Kaluga، نامگذاری:1985QL4) هشت هزار و صد و پنجاهمین سیارک کشف شده‌است که در ۲۴ اوت ۱۹۸۵ کشف شد.
قدر مطلق سیارک برابر ۱۲٫۰۰ است.